# Gli occhi del testimone (film 1959)
Gli occhi del testimone (The Great St. Louis Bank Robbery) è un film del 1959 diretto da Charles Guggenheim e John Stix.
È ispirato alla storia vera dell'ultimo e fatale assalto alla Southwest Bank di Saint Louis del ladro seriale Fred William Bowerman nel 1953.

## Trama
George Fowler è uno studente al verde. Il suo amico Jimmy, fratello della sua ex fidanzata Ann, gli presenta Egan, il capo di una banda che sta preparando una rapina alla banca di Saint Louis. Egan propone a George di guidare l'auto; Ann, che è al corrente del progetto di Egan, viene eliminata. Scattato l'allarme della banca, i banditi si ritrovano circondati dalla polizia con gli ostaggi. George, ferito, è costretto ad arrendersi.

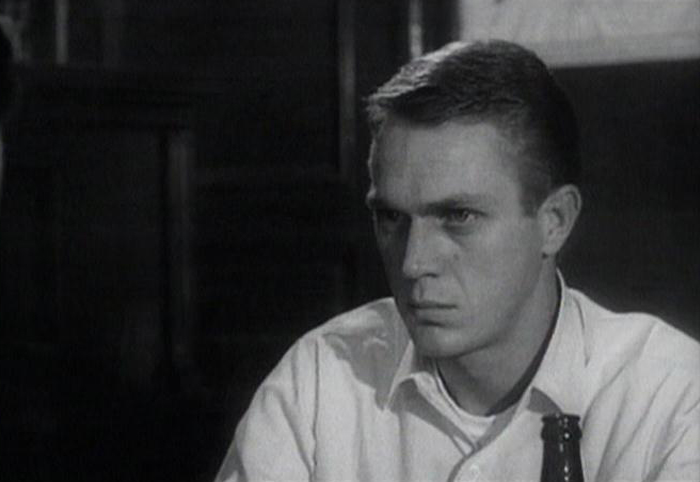
Steve McQueen in una scena del film

## Produzione
Il film fu prodotto dalla Charles Guggenheim & Associates (con il nome Guggenheim Associates) e dalla Columbia Broadcasting System (CBS).

## Distribuzione
Distribuito dalla United Artists, il film uscì nelle sale cinematografiche statunitensi il 10 settembre 1959.
In Italia è uscito in DVD con il titolo Rapina alla St. Louis Bank.